# 长足叉额猛水蚤
长足叉额猛水蚤（学名：Cladorostrata longipoda）为双囊猛水蚤科叉额猛水蚤属的动物，是中国的特有物种。分布于广东等地，多生活于淡水河流中。